# ミヤマキタアザミ
ミヤマキタアザミ（深山北薊、学名：Saussurea franchetii）は、キク科トウヒレン属の多年草。高山植物。

## 特徴
茎は直立し、高さは40-80cmになる。茎は上部で2-4回分枝し、褐色の多細胞毛が生え、幅0.5mmのごく狭い翼がある。花時には根出葉は生存しない。茎の下部につく葉は草質、葉身は三角状卵形でほこ形になり、長さ8-13cm、幅6-11cm、先は尾状にとがり、基部は浅い心形から心形になり、縁に粗い鋸歯がある。葉の表面に軟細毛が生え、裏面の葉脈に沿って毛が生える。葉柄は長さ13-20cmになり、翼はない。茎の上部につく葉は小型になり、葉身は卵形になる。
花期は8-9月。頭状花序は茎先または枝先に散房状に5-8個が密集してつき、頭花の径は15-17mmになる。花柄は無いかまたは長さ2-5mmと短く、帯紫色になり、複花序の基部に長さ3cm以上になる苞葉がある。総苞は長さ11-13mm、径8-14mmになる鐘形から筒形で、暗紫褐色になり、白色のくも毛が密生する。総苞片は5-6列あり、外片は広卵形で先は短く尾状に伸び、長さ11-13mm、幅4-5mmになり、先端は短くゆるやかに反曲するか斜上する。内片は線形で黒褐色、長さ11-14mmになり、短毛がある。頭花は筒状花のみからなり、花冠の長さは10mm、色は淡紫色になる。果実は長さ4.5-5.5mmになる痩果。冠毛は2輪生で、落ちやすい外輪は長さ0.5-3mm、花後にも残る内輪は長さ9mmになる。

## 分布と生育環境
日本固有種。本州の東北地方の月山、朝日山地、飯豊山地に分布し、亜高山帯から高山帯の草地に生育する。
タイプ標本の採集地は、朝日岳である。

## 名前の由来
和名ミヤマキタアザミは、「深山北薊」の意。
種小名（種形容語）franchetii は、フランス人で東亜植物を研究した植物分類学者のアドリアン・ルネ・フランシェへの献名である。

## 分類
本種の従来の分布地は、現在の分布地より広い、東北地方の宮城県、秋田県、山形県とされてきた。それまで、本種と混同されてきたものに、次の3種がある。
2009年に門田裕一（国立科学博物館）によって、宮城県の蔵王連峰の不忘山など、および福島県の吾妻連峰、磐梯山に分布するものの1種は、新種のフボウトウヒレン Saussurea fuboensis として記載発表された。また、2015年には、門田によって、秋田県と山形県の県境に位置する神室山、丁山地に分布するものの1種は、新種のカムロトウヒレン S. sawae として、秋田駒ケ岳、焼石岳、真昼山地、丁山地、鳥海山に分布するものの1種は、新種のウゴトウヒレン S. ugoensis としてそれぞれ記載発表された。

## 種の保全状況評価
絶滅危惧II類 (VU)（環境省レッドリスト）
（2017年、環境省）

## ギャラリー

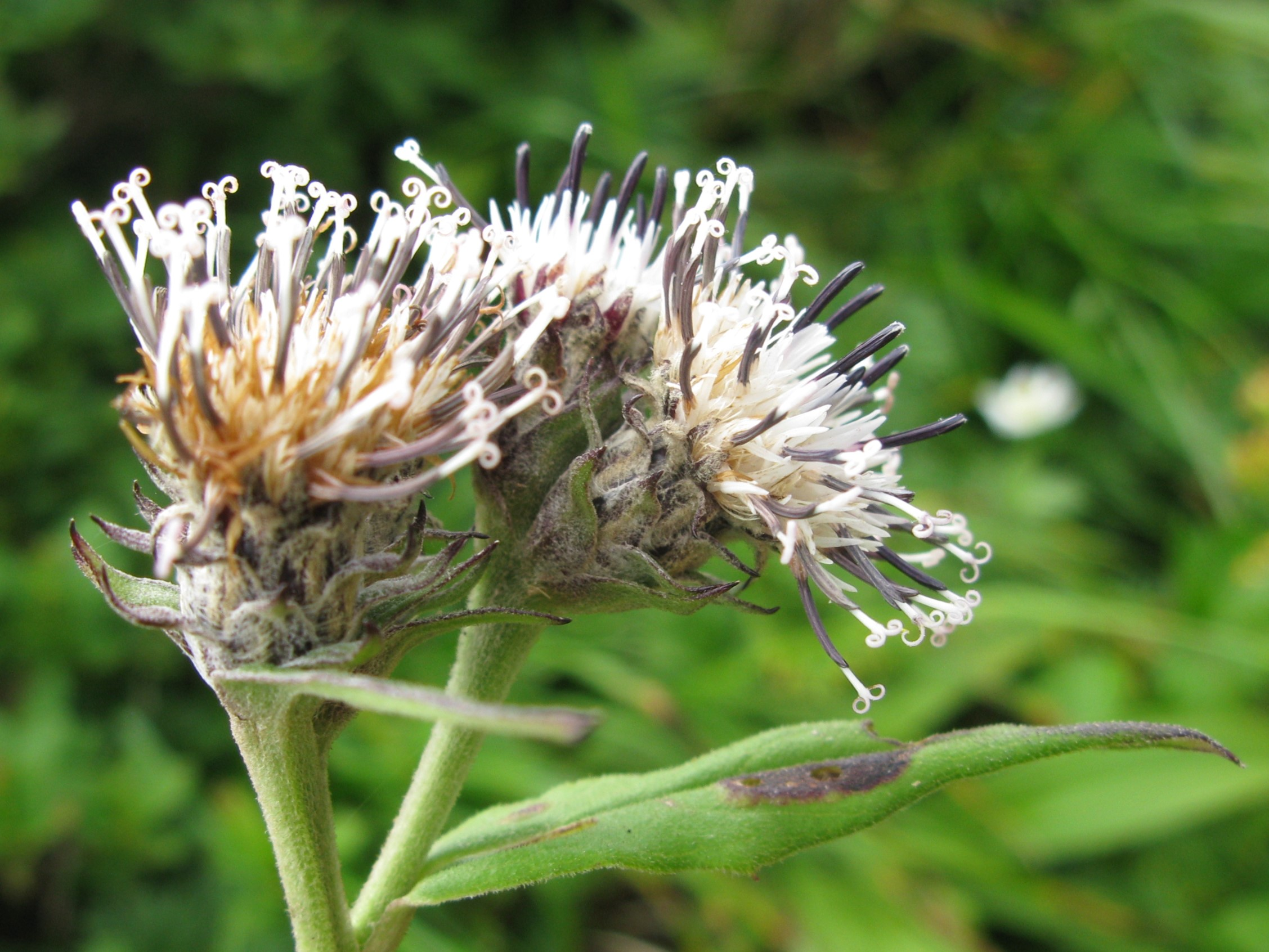
頭花は短い柄で散房状に密につく。花冠は淡紫色になる。
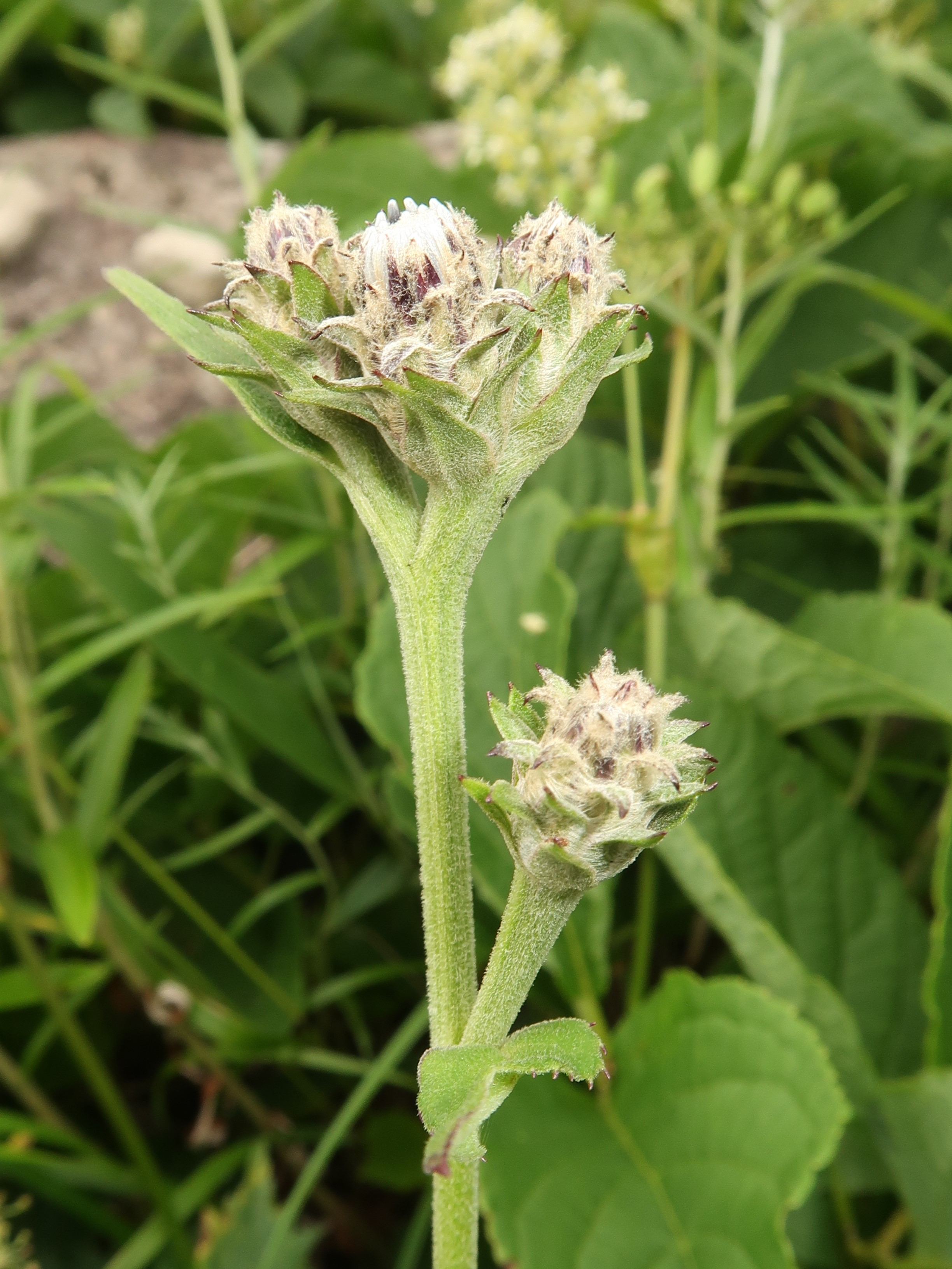
総苞は鐘形、総苞片は反曲・斜上する。
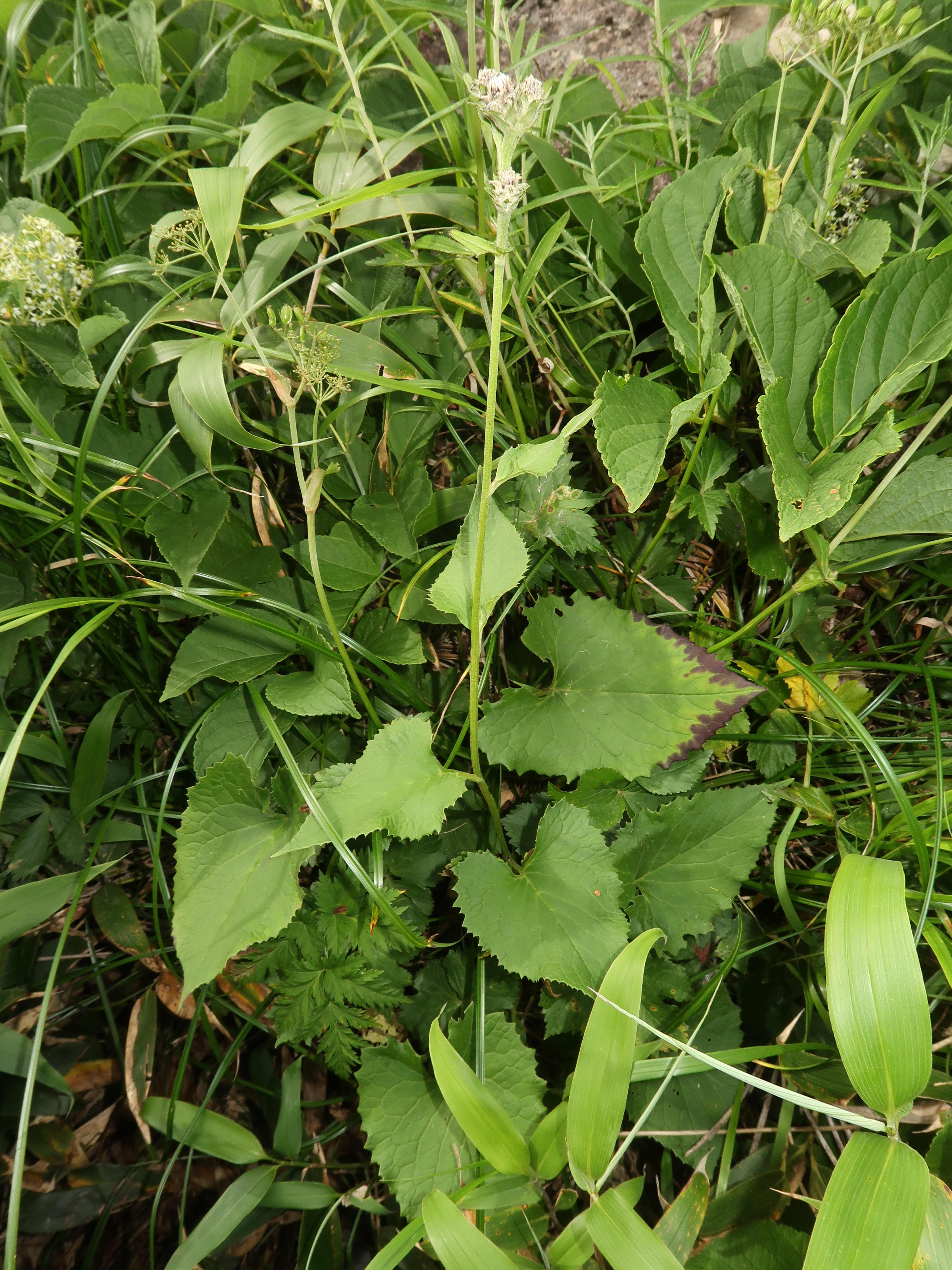
葉は三角状卵形、茎にはごく狭い翼がある。
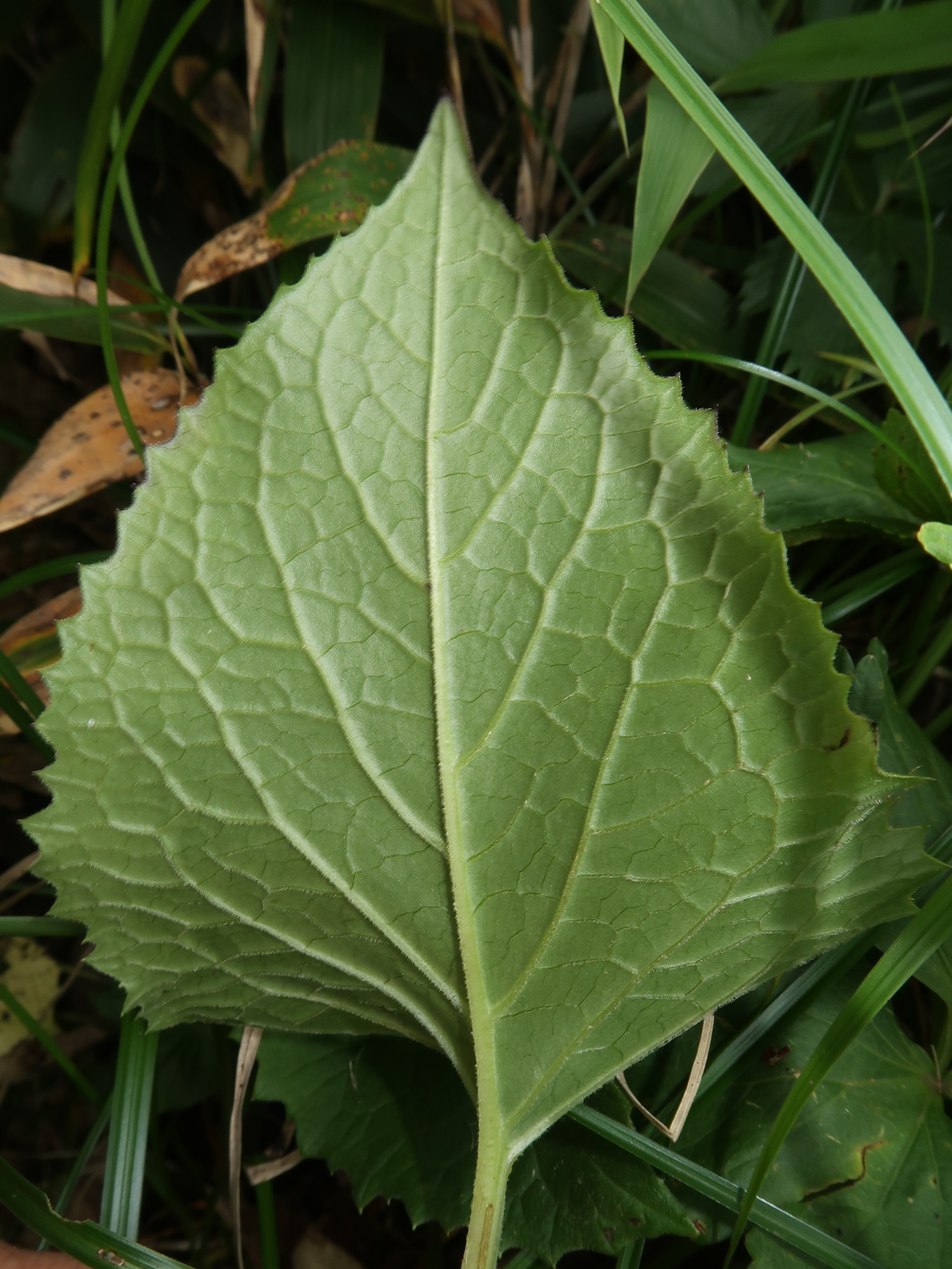
葉の裏面。葉脈に沿って毛が生える。